# Porno para Ricardo
Porno para Ricardo (PPR) es un grupo musical de punk rock de Cuba. Fundado en 1998, es uno de los mayores referentes culturales de la inconformidad de algunos sectores de la juventud dentro de Cuba hacia el Estado socialista establecido con la Revolución Cubana.

## Historia
Su nombre trata de resumir una filosofía que consideran vetada en la Cuba socialista, el placer (porno) para el individuo (un nombre propio). El líder de la banda, Gorki Águila, fue detenido en 2003 hasta 2005  como parte de la estrategia del régimen por silenciar su obra y declaraciones y soltado luego de una campaña internacional, y posteriormente vuelto a detener el 25 de agosto de 2008 por peligrosidad social pre-delictiva. Días después fue puesto en libertad tras el pago de una multa de 25 dólares (puede parecer una cifra insignificante, pero son aproximadamente 625.00 pesos cubanos, casi el doble del sueldo promedio mensual en esa época) , en medio de una campaña internacional por su liberación con gran resonancia mediática. Gorki Águila es representado en la película Habana Blues, sobre la nueva música independiente y underground de Cuba.

### Letras
Altamente irreverente hacia los símbolos de la revolución cubana y hacia la cultura de la nueva trova (música protesta izquierdista), los mensajes de sus canciones abogan por la libertad individual y son notablemente antiestatistas, la clasificación de género que acuña las canciones de sus discos es Rock Anticastrista, razón por la cual se los suele asociar con la escena anarcopunk latinoamericana. Sin embargo, sus integrantes afirman no pertenecer formalmente a ideología o movimiento alguno.

## Integrantes
- Gorki Águila Carrasco - Guitarra y voz líder.
- Ciro Javier Díaz Penedo - Guitarra y voz.
- Renay Kayrus - Batería y voz.
- Lia Villares - Bajo y voz.

### Antiguos miembros
Luis David (drums), Oscar Pita (bajo), Hebert Domínguez (bajo), William Retureta (bajo), Franklin Rodríguez (bajo)

## Discografía
- EP Pol' tu culpa (2001)
- Rock para las masas... (cárnicas) (2002)
- Porno para Ricardo (2003)
- Soy porno, soy popular (2006)
- A mí no me gusta la política pero yo le gusto a ella compañero (2006)
- El álbum Rojo (desteñido) (2009)
- Maleconazo Ahora! (2013)
- Ataque Sónico (2019)
- 20 años de carrera delante de la policía [Recopilatorio de temas remasterizados] (2020)